# The Spectator (1711)
The Spectator fue una publicación periódica fundada por Joseph Addison y Richard Steele en Inglaterra, y que duró desde 1711 hasta 1712. Cada número tenía aproximadamente 2.500 palabras, y la serie original tenía 555 números, iniciándose el 1º de marzo de 1711. Ocuparon siete volúmenes. La cabecera revivió al involucrarse Steele en 1714, apareciendo tres veces a la semana, durante seis meses; estos ejemplares formaron el octavo volumen. Eustace Budgell, primo de Addison, también contribuyó a la publicación.
The Spectator estableció como su objetivo dar vida a la moralidad con el ingenio y moderar el ingenio con la moralidad... llevando la filosofía fuera de cubículos y bibliotecas, escuelas y cátedras, para que morara en clubes y asambleas, en cafés y salones de té. Una de sus funciones era proveer a los lectores de herramientas para que se manejaran de forma adecuada y educada en conversaciones y actos sociales, así como dotarlos de temas de conversación cultos. Alineado con los ideales de la Ilustración, los autores pretendían promover la familia, el matrimonio y la cortesía. Fue un importante documento en la divulgación de los conceptos del Siglo de las Luces, y ampliamente imitado en toda Europa.
Aunque su circulación diaria era relativamente modesta, en torno a 3.000 ejemplares, The Spectator fue muy leído. Sus lectores procedían de muchas y diversas capas sociales, pero tuvo sus principales seguidores en la emergente mesocracia inglesa de comerciantes y mercaderes. El conocido filósofo Jürgen Habermas ve The Spectator como verdaderamente importante en la transformación estructural de la esfera pública que ocurrió en la Inglaterra dieciochesca. Sostiene que tal cambio sucedió y benefició fundamentalmente a la clase media. Si bien The Spectator siempre afirmó ser neutral políticamente, es considerado ampliamente como un defensor y promotor de los valores asociados al partido Whig. En The Spectator apareció un personaje de ficción llamado a ser muy popular en el Reino Unido: sir Roger de Coverley, gentilhombre de la reina Ana Estuardo, "más digno de afecto que de aprecio" según sus creadores.
Fue considerada por Mariano José de Larra como cuna británica del «essay or sketch of manners» (escenas de costumbres).